# Gratens
Gratens és un municipi francès del departament de l'Alta Garona, a la regió d'Occitània. El 2021 tenia 721 habitants.